# Charles J. Berry
Charles Joseph Berry (Lorain, 10 de julho de 1923 – Iwo Jima, 3 de março de 1945) foi um cabo do Corpo de Fuzileiros Navais dos Estados Unidos que postumamente recebeu a Medalha de Honra por suas ações durante a Segunda Guerra Mundial.
Após terminar o ensino médio, Berry se alistou no Corpo de Fuzileiros Navais
e depois de se graduar no treinamento para recrutas na Carolina do Sul foi estacionado em Quantico, Virgínia e na Carolina do Norte antes de ser enviado com o 1º Batalhão pára-quedas para lutar nas Ilhas Salomão. Depois de deixar a Carolina do Norte, ele passou a lutar na ilha Bougainville e, em seguida, foi para ilha de Guadalcanal por um curto período de tempo antes de ser enviado para San Diego, Califórnia. Enquanto estava estacionado no acampamento Elliott, em San Diego, ele foi anexado à 5ª Divisão da Marinha antes de ser enviado para as Ilhas Havaianas e recebendo o posto de cabo.
Ele desembarcou em Iwo Jima, no Dia D (19 de fevereiro de 1945) e foi morto em ação em 3 de março de 1945, durante a ação que lhe rendeu a Medalha de Honra. Inicialmente enterrado no cemitério da 5ª Divisão da Marinha em Iwo Jima, ele foi re-enterrado em 1948 no Cemitério Elmwood em Lorain, Ohio.

## Biografia
Charles Joseph Berry nasceu em Lorain, Ohio em 10 de julho de 1923 e formou-se na Clearview High School em 1941. Depois do treinamento, ele foi trabalhar como motorista de caminhão para um movimento de preocupação.
Em 1 de outubro de 1941, alistou-se no Corpo de fuzileiros navais em Cleveland, Ohio, quando ele tinha 18 anos de idade e foi estacionado em Parris Island, Carolina do Sul, onde recebeu o seu treinamento de recrutamento. Após a conclusão, ele foi transferido para o Quartel da Marinha em Quantico, Virginia, mas pouco tempo depois, foi enviado para o Quartel da Marinha em New River, Carolina do Norte, onde ele entrou no treinamento de pára-quedas. Depois de se qualificar, ele foi promovido a primeira classe no dia 2 de junho de 1942.
Ele saiu de San Diego, Califórnia, em 11 de março de 1943, chegando naquele mês em Nova Caledônia com o 1º Batalhão de Pára-quedas, deixando Nova Caledônia em setembro de 1943. Pouca semanas depois de sua partida, ele chegou em Ilhas Salomão, e em outubro de 1943, foi para Vella La Vella, onde permaneceu por um mês. Em novembro de 1943, ele desembarcou na ilha Bougainville, e durante essa campanha, tomou parte no ataque a praia de Koairi e na ação da Empress Augusta Bay. Ele passou um curto período de tempo em Guadalcanal, antes de retornar para os Estados Unidos em fevereiro de 1944. Após sua chegada no acampamento Elliott em San Diego, ele entrou para a recém-organizada 5ª Divisão da Marinha no início de 1944. Em julho, ele partiu para as Ilhas Havaianas com essa divisão. Recebeu o posto de cabo no dia 22 de julho de 1944.
Ele desembarcou em Iwo Jima, no Dia D (19 de fevereiro de 1945) e foi morto em ação em 3 de março de 1945, durante a ação que lhe rendeu a Medalha de Honra. Inicialmente foi enterrado no cemitério da 5ª Divisão de Marinha Cemitério em Iwo Jima, mas foi novamente enterrado no cemitério Elmwood em Lorain, Ohio.

## Prêmios e condecorações
Além de receber postumamente a Medalha de Honra, Cpl Berry também foi premiado com outras condecorações militares.
|  |  |  |
|  |  |  |
|  |  |  |

| Medalha de Honra        |                                                            |                                              |
| Purple Heart            | Citação Presidencial de Unidade                            | American Defense Service Medal               |
| American Campaign Medal | Asiatic–Pacific Campaign Medal com duas estrelas de bronze | Medalha de Vitória da Segunda Guerra Mundial |

### Medalha de Honra da citação
O Presidente dos Estados Unidos tem orgulho em apresentar a MEDALHA DE HONRA, a título póstumo,
CORPORAL CHARLES J. BERRY
FUZILEIROS NAVAIS DOS ESTADOS UNIDOS
de serviço definidos na seguinte CITAÇÃO:
Pela notável bravura e intrepidez em risco de vida, acima e além da chamada do dever como membro de uma Tripulação Máquina-arma, servindo com o Primeiro Batalhão, Vigésimo Sexto de Fuzileiros navais, Quinta Divisão de Marinha, na ação do inimigo, as forças japonesas durante a tomada de Iwo Jima no Volcano Islands, em 3 de Março de 1945. Estacionadas nas linhas de frente, Berry tripulou a sua arma com o alerta de preparação de como ele manteve uma constante vigília com outros membros de sua tripulação durante as perigosas horas da noite. Quando a infiltração de soldados japoneses lançaram um ataque surpresa, pouco depois da meia-noite, em uma tentativa de superação de sua posição, ele se envolveu em um campo de duelo de granadas, retornando a armas perigosas com a solicitação e precisão mortal até uma granada inimiga explodir na trincheira. Determinado a salvar seus companheiros, ele escolheu, sem hesitar, sacrificar-se e imediatamente posicionou-se na frente do mortal míssil, absorvendo sem tremer, a violência da explosão em seu próprio corpo e protegendo os outros de uma lesão grave. Valente e indomável, Berry sem medo, rendeu a sua própria vida, para que seus companheiros dos Fuzileiros navais pudesse levar adiante a luta incansável contra um inimigo cruel e seu excelente valor e firme devoção ao dever em face de uma morte certa refletindo os mais altos créditos sobre si e sobre os Serviços Navais dos Estados Unidos Serviço. Ele galantemente deu a sua vida por seu país.

### Honras Póstumas
A Ponte Erie Avenue, em Lorain, Ohio foi renomeada, em 1988 para Ponte Charles Berry em honra da Cpl Berry, um filho nativo da cidade.